# Kosrae
Kosrae er en af de fire stater i Mikronesien. Det er den mindste og østligste af landets fire stater. Hovedstaden er Tofol på Kosrae.
| Geografi/geologi | Spire Denne artikel om geografi er en spire som bør udbygges. Du er velkommen til at hjælpe Wikipedia ved at udvide den. |